# Coenonympha elwesi
Coenonympha elwesi är en fjärilsart som beskrevs av Davenport 1941. Coenonympha elwesi ingår i släktet Coenonympha och familjen praktfjärilar. Inga underarter finns listade i Catalogue of Life.